# 卢瓦尔-欧蒂永
卢瓦尔-欧蒂永（法語：Loire-Authion，法語發音：[lwaʁ otjɔ̃] ⓘ）是法国曼恩-卢瓦尔省的一个市镇，位于该省中部，属于昂热区。

## 地名
该市镇的名称取自卢瓦尔河与欧蒂永河。

## 历史
卢瓦尔-欧蒂永成立于2016年1月1日，由7个市镇合并而成：
- 昂达尔（Andard）
- 博内
- 拉博阿勒（La Bohalle）
- 科尔内（Corné）
- 欧蒂永河畔布兰（Brain-sur-l'Authion）
- 卢瓦尔河畔圣马蒂兰（Saint-Mathurin-sur-Loire）
- 拉达格尼耶尔（La Daguenière）

其中政府驻地为卢瓦尔河畔圣马蒂兰。

## 地理
卢瓦尔-欧蒂永（47°24'50"N, 0°19'4"W）面积113.66 平方千米，位于法国卢瓦尔河地区大区曼恩-卢瓦尔省，该省份为法国西部内陆省份，大致对应安茹地区，北起顺时针与马耶讷省、萨尔特省、安德尔-卢瓦尔省、维埃纳省、德塞夫勒省、旺代省、大西洋卢瓦尔省和伊勒-维莱讷省接壤。
与卢瓦尔-欧蒂永接壤的市镇（或旧市镇、城区）包括：布莱松-圣叙尔皮斯、拉梅尼特雷、安茹地区里沃迪卢瓦、马泽-米隆、布里萨克-卢瓦尔-欧邦斯、卢瓦尔河畔莱加雷讷、科尔尼耶莱卡沃、科尔泽、特雷拉泽、圣巴泰勒米当茹、勒普莱西-格拉穆瓦尔、莱蓬德塞、萨里涅。
卢瓦尔-欧蒂永的时区为UTC+01:00、UTC+02:00（夏令时）。

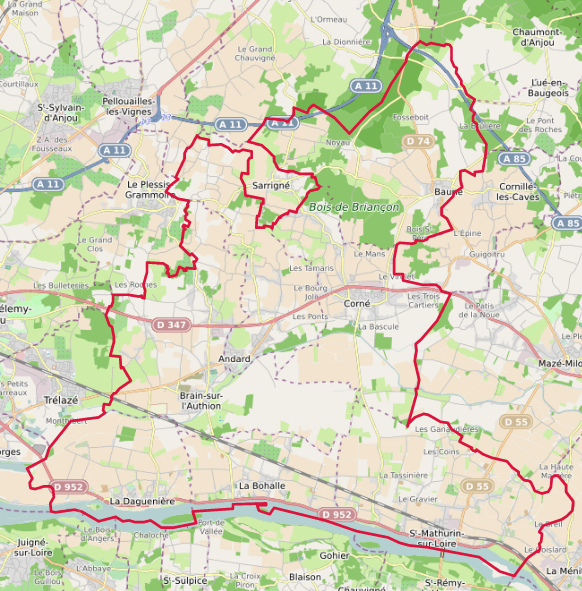
卢瓦尔-欧蒂永的OSM定位图

## 行政
卢瓦尔-欧蒂永的邮政编码为49140、49250、49630、49800，INSEE市镇编码为49307。

## 政治
卢瓦尔-欧蒂永所属的省级选区为昂热第七县。

## 人口
卢瓦尔-欧蒂永于2022年1月1日时的人口数量为16588人。